# Uapaca heudelotii
Uapaca heudelotii Baill., 1860 è una pianta sempreverde appartenente alla famiglia delle Phyllanthaceae, diffusa nell'Africa tropicale occidentale.

## Descrizione
Uapaca heudelotii è un albero sempreverde dioico la cui altezza si attesta solitamente attorno ai 30 metri, anche se si ha notizia di esemplari alti anche 40m.  Le foglie semplici sono disposte a spirale e sono dotate di venatura pennata. L'alburno è di colore chiaro, il durame di color rossastro-marrone e la corteccia contiene linfa rossa e appiccicosa.. I fiori sono di color verde e bianco. Il frutto, che può essere di forma ellissoide oppure obovoide, ha una lunghezza compresa tra i 22 ed i 30 mm ed una larghezza di circa 20 mm.

## Distribuzione e habitat
La specie è diffusa in Angola, Benin, Burkina Faso, Camerun, Repubblica Centrafricana, Repubblica Democratica del Congo, Costa d'avorio, Gabon, Ghana, Guinea Equatoriale, Guinea, Guinea-Bissau, Liberia, Mali, Nigeria, Senegal, Sierra Leone, Togo.
Prospera in ambienti umidi, principalmente lungo le rive dei fiumi, contribuendo a stabilizzare il terreno.

## Usi
Ha molti impieghi, che vanno dall'utilizzo del suo legno per costruzioni al consumo dei frutti e all'uso di altre sue parti per la preparazione di medicinali. I frutti sono dolci e comunemente consumati dai locali. Il legno può essere impiegato nella realizzazione di pavimentazioni, imbarcazioni, mobili, carrozzerie di veicoli e rivestimenti interni. La corteccia è utilizzata nell'ambito della medicina tradizionale, facendola bollire ed impiegandola nel trattamento di intossicazioni alimentari, disturbi ovarici, mal di denti, emorroidi e sterilità femminile. Dalle foglie pestate si estrae un olio che viene utilizzato per alleviare emicranie e reumatismi. Le radici prevengono inoltre l'erosione degli argini dei fiumi.